# 18923 Jennifersass
18923 Jennifersass è un asteroide della fascia principale. Scoperto nel 2000, presenta un'orbita caratterizzata da un semiasse maggiore pari a 2,3035517 UA e da un'eccentricità di 0,1686351, inclinata di 6,77108° rispetto all'eclittica.